# Alessia Aureli
Alessia Aureli (Rome, 17 juni 1984) is een voormalig Italiaanse kunstschaatsster.
Aureli was actief in het ijsdansen en haar vaste sportpartner is Andrea Vaturi en zij werden gecoacht door Paola Mezzadri en Muriel Zazoui. Voorheen reed ze onder andere met Matteo Saladini en Marco Mattucci.
Aureli en Vaturi schaatsten sinds 2002 met elkaar.
| records                | punten | datum      | toernooi                      |
| ---------------------- | ------ | ---------- | ----------------------------- |
| Hoogste totaalscore    | 132.58 | 27-11-2005 | Cup of Russia 2005            |
| Hoogste verplichte kür | 26.20  | 28-10-2004 | Master Card Skate Canada 2004 |
| Hoogste originele kür  | 40.30  | 26-11-2005 | Cup of Russia 2005            |
| Hoogste vrije kür      | 67.62  | 27-11-2005 | Cup of Russia 2005            |

## Belangrijke resultaten
| Kampioenschap          | 2004 | 2005 | 2006 |
| ---------------------- | ---- | ---- | ---- |
| Wereldkampioenschap    |      | 24e  |      |
| Europees Kampioenschap | 20e  | 18e  | 18e  |